# Митаке
Митаке (яп. 御嵩町 Митакэ-тё:) — посёлок в Японии, находящийся в уезде Кани префектуры Гифу. Площадь посёлка составляет 56,61 км², население — 18 234 человека (1 июля 2014), плотность населения — 322,10 чел./км².

## Географическое положение
Посёлок расположен на острове Хонсю в префектуре Гифу региона Тюбу. С ним граничат города Кани, Минокамо, Токи, Мидзунами и посёлок Яоцу.

## Население
Население посёлка составляет 18 234 человека (1 июля 2014), а плотность — 322,10 чел./км². Изменение численности населения с 1980 по 2005 годы:
| 1980 | 16 794 чел. |  |
| 1985 | 17 965 чел. |  |
| 1990 | 18 830 чел. |  |
| 1995 | 19 980 чел. |  |
| 2000 | 19 653 чел. |  |
| 2005 | 19 272 чел. |  |

## Символика
Деревом посёлка считается сосна густоцветная, цветком — хризантема.